# Primula amethystina
Primula amethystina är en viveväxtart. Primula amethystina ingår i släktet vivor, och familjen viveväxter.

## Underarter
Arten delas in i följande underarter:
- P. a. amethystina
- P. a. argutidens
- P. a. brevifolia